# Herbert Blaize
Pour les articles homonymes, voir Blaize.
Herbert Augustus Blaize (26 février 1918 - 19 décembre 1989) est un homme d'État grenadien. Il a servi comme Ministre en chef de la Grenade de 1960 à 1961 puis de 1962 à 1967. Plus tard, il a servi comme Premier ministre de la Grenade de 1984 jusqu'à sa mort.

## Biographie
Herbert Blaize est né sur l'île de Carriacou. Il suit des études de Droit par correspondance puis devient fonctionnaire du Trésor en 1937. En 1944, il émigre à Aruba, où il travaille comme employé de bureau pour la Lago Oil and Transport Company (en) et professeur d'anglais. Il revient à Grenade en 1952. En 1953, il forme le Parti national grenadien qui s'oppose au Parti travailliste uni de Grenade (GULP) d'Eric Gairy. En 1957, Blaize est élu député et devient ministre du Commerce et de Production dans le gouvernement colonial.
Blaize est nommé ministre en chef de Grenade en 1960, mais perd le pouvoir face à Gairy lors des élections de 1961. Il est cependant renommé Ministre en chef de Grenade après que Gairy ai été destitué quelques mois après les élections. En 1967, la Grenade devient un état associé au sein de l'Empire britannique, gagnant plus de l'autonomie interne, mais Blaize perd les élections qui suivent ce début d'autonomie et Gairy devient le chef du gouvernement jusqu'en 1979, alors que Blaize devient le chef de l'opposition.
Pour les élections de 1976, le Parti national de Blaize s'allie au New Jewel Movement dirigé par Maurice Bishop pour former l'Alliance populaire. Cependant, le GULP remporte les élections et Blaize laisse son poste de chef de l'opposition à Bishop et se retire de la vie politique sur son île natale. L'alliance entre Blaize et Bishop se termine en 1979, lors de l'accession au pouvoir de ce dernier.
À la suite de l'invasion de la Grenade en 1983, Blaize est sollicité par les États-Unis pour mener la campagne d'un nouveau parti conservateur, le Nouveau Parti national (NNP) qui remporte 14 des 15 sièges à l'élection. Il devient le nouveau Prime Minister of Grenada le 4 décembre 1984. En plus d'être Premier ministre, Blaize est ministre de l'Intérieur, de la sécurité, de l'information, des finances, du commerce, de la planification, du développement industriel et des affaires de Carriacou et de Petite Martinique.
Le gouvernement de Blaize préconise une forte alliance économique et militaire de la Grenade avec les États-Unis et d'accueil des investisseurs étrangers. L'autoritarisme de Blaize provoque des tensions au sein de son parti qui perd peu à peu des députés au sein du parlement et en 1989, il est démis de sa fonction de chef du NNP lors d'une conférence du parti. Il perd alors son poste de Premier Ministre et est remplacé par Ben Jones. Il quitte alors le NNP pour former un nouveau parti, The National Party (en) (TNP), mais meurt deux jours après en avoir été élu chef, à l'âge de 71 ans.